# Sigismondo De Bosniaski

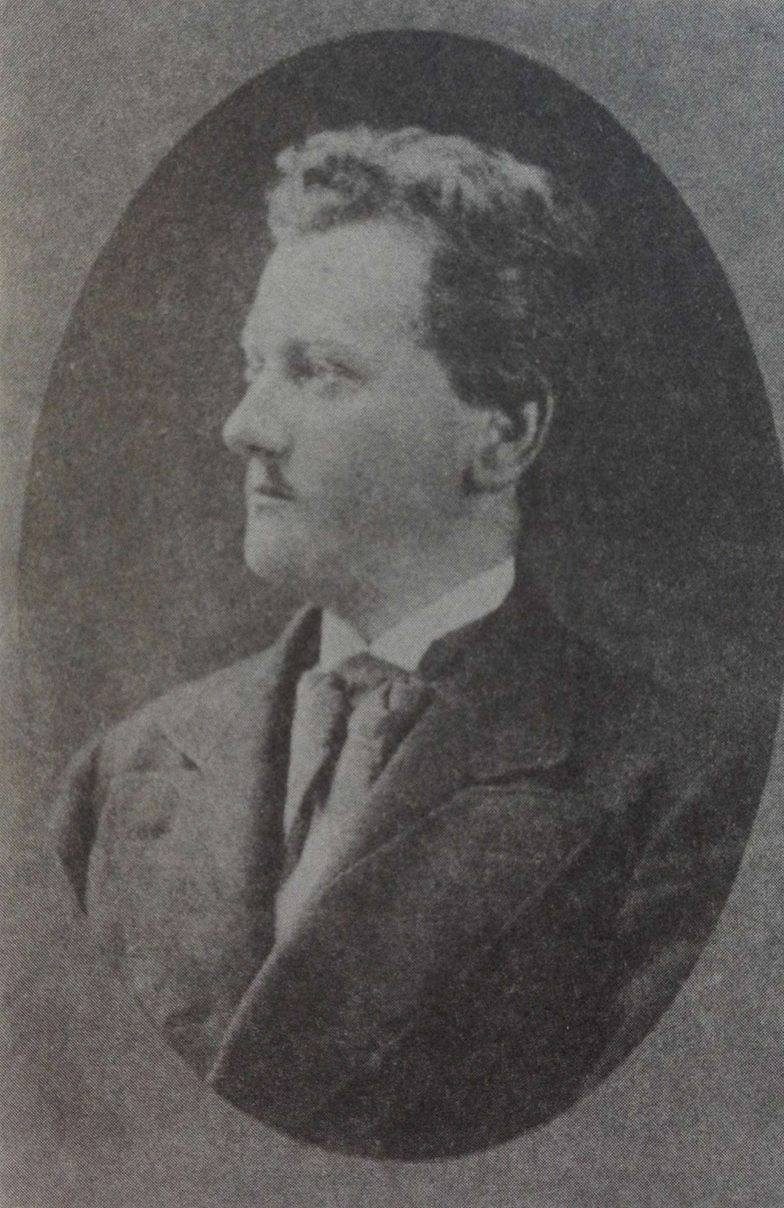
Sigismondo de Bosniascki giovane

Sigismondo de Bosniaski (in polacco: Zygmunt Grzymały Bośniacki; Krosno, 31 marzo 1837 – San Giuliano Terme, 23 luglio 1921) è stato un medico e paleontologo polacco.

## Biografia

### La nascita in Polonia e i primi impieghi
Sigismondo de Bosniascki nacque a Krosno nel territorio di Cracovia, in Galizia, il 31 marzo 1837, da Giovanni e Francesca de Janiki. Il padre era Borgomastro  della città.
Finiti gli studi liceali a Cracovia, nell'anno scolastico 1856/1857 iniziò gli studi universitari nella famosa Università Jagellonica, laureandosi in medicina nel 1862 e discutendo la tesi “Descriptio Mascarum Frondosorum Tatre”.
Fin da giovane i suoi gli interessi prevalenti furono la geologia, la paleontologia e paleoittologia, infatti De Bosniascki era solito andare alla ricerca di fossili sui monti Beschidi e Tatra, essendo inoltre la regione di Krosno abbondante di sequenze fossilifere. Nel 1863 fu nominato membro della Società Zoologica e Botanica di Vienna.
In occasione di un Congresso tenutosi a Vienna conobbe Elisabetta di Rulikowski, sposata con il Conte Tuszoska, che successivamente diventerà sua moglie.
Nel 1864 prese parte alla Guerra d’Indipendenza con il grado di ufficiale ma la sua partecipazione attiva fu interrotta a causa di una ferita subita in un’azione di guerra.
Nel 1865 De Bosniascki ebbe la direzione della stazione termale di Jvonicz e dal 1870 divenne redattore di un periodico nella stessa stazione termale.
Tra il 1869 e il 1870 a Vienna iniziò a studiare i materiali della sua collezione Carpatica.

### L’arrivo in Italia
Nel 1870 De Bosniascki andò in Italia, paese che già dal 1861 era riuscito ad ottenere l’unificazione e l’Indipendenza. Per l’Italia De Bosniascki provava un affetto particolare dovuto a quello spirito di nazionalità che aveva accomunato gli animi dei due popoli oppressi.
Sostando a Viareggio conobbe il geologo padovano Giuseppe Meneghini, che allora deteneva la cattedra di mineralogia e geologia presso l’Università di Pisa, il quale essendo a conoscenza dell’esperienza termale di De Bosniascki, gli suggerì di trasferirsi nei dintorni di Pisa e precisamente a Bagni di San Giuliano, così da poter curare anche i postumi della ferita riportata in guerra.
In questo luogo, lo stesso Garibaldi aveva curato le sue ferite dopo Aspromonte.

### L'attività di studioso
Tra il 1875 e il 1880 De Bosniascki prese coscienza del crescente interesse che la geologia aveva acquistato nel campo scientifico.
Nella seconda metà dell’Ottocento, infatti, furono costituiti autentici centri propulsori delle scienze della terra in varie sedi Universitarie, tra le quali Pisa, grazie alla figura di Meneghini.
Quest'ultimo fu un personaggio determinante anche per la fondazione di due importanti associazioni scientifiche italiane: la Società Toscana di Scienze Naturali e la Società Geologica Italiana. Proprio alla fondazione di quest’ultima, tenutasi a Bologna nel 1881, partecipò De Bosniascki, che fu anche socio della Società Toscana di Scienze Naturali fino al 1916.
Tra il 1878 e il 1880 furono pubblicate alcune comunicazioni scientifiche di De Bosniascki: Ricerche e Studi sui fossili degli schisti mioceni del Gabbro (1878), Nuove specie dei pesci fossili del Gabbro (1878), Carattere dell’ittiofauna e della stratigrafia dei piani a Congerie (1879), Cenni sopra l’ordinamento cronologico e la natura degli strati terziari superiori dei Monti Livornesi (1879), Nuove scoperte paleontologiche (1879), La formazione gassosa-solfifera e il secondo piano Mediterraneo in Italia (1879).
Dopo il 1881, essendo impegnato con i lavori nella villa Belvedere, furono pubblicati solamente tre scritti: Una pianta fossile del Verrucano del M.Pisano (1881), Flora fossile del Verrucano nel Monte Pisano (1890), Nuove osservazioni sulla flora fossile del M.Pisano (1894).
Nel 1885, in occasione del Congresso geologico tenutosi a Lucca, fu esposta nel Casino delle Terme di San Giuliano una notevole parte del materiale fossile paleontologico.

### Villa Belvedere - Bosniaski

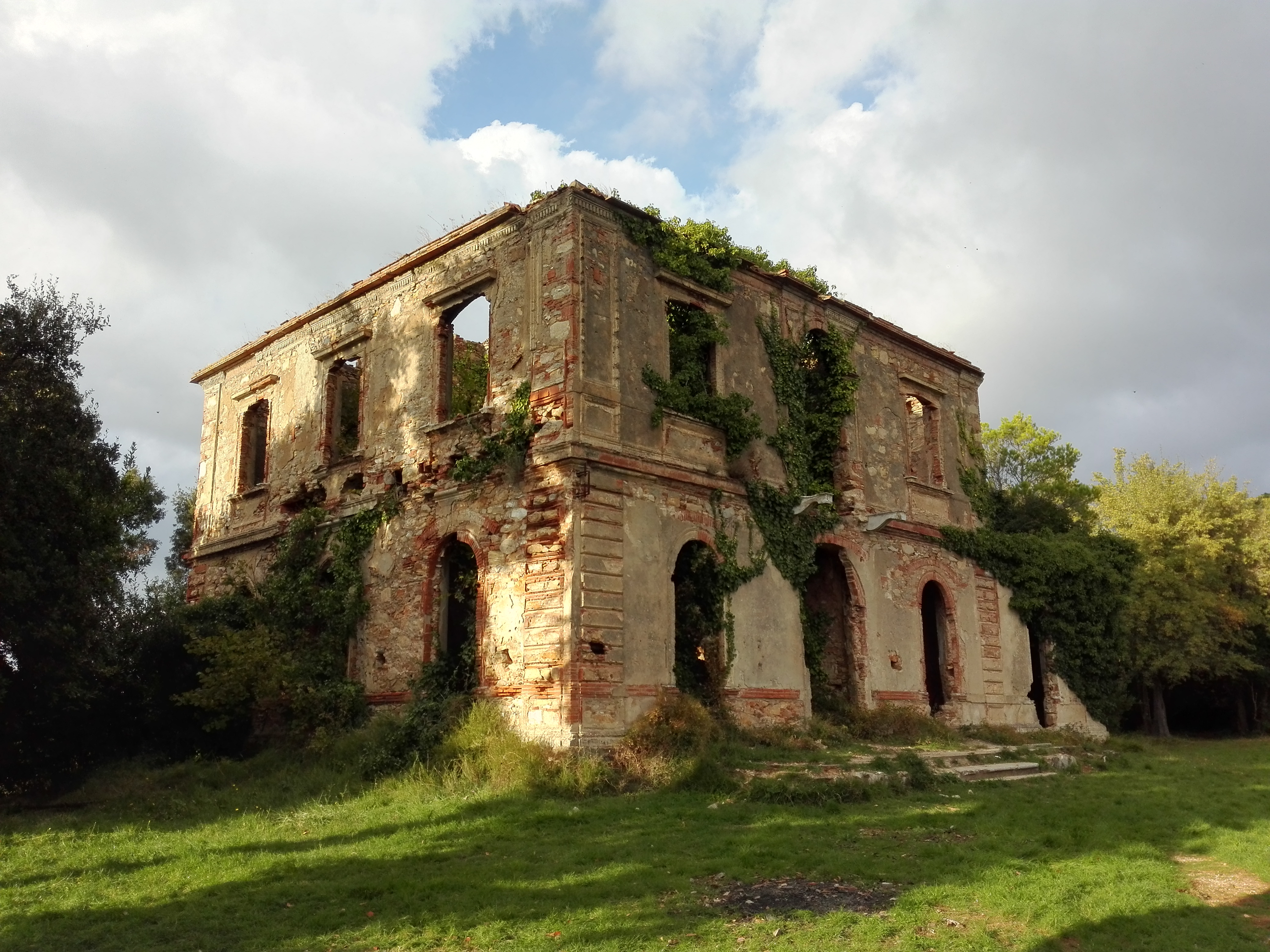
Villa Belvedere oggi

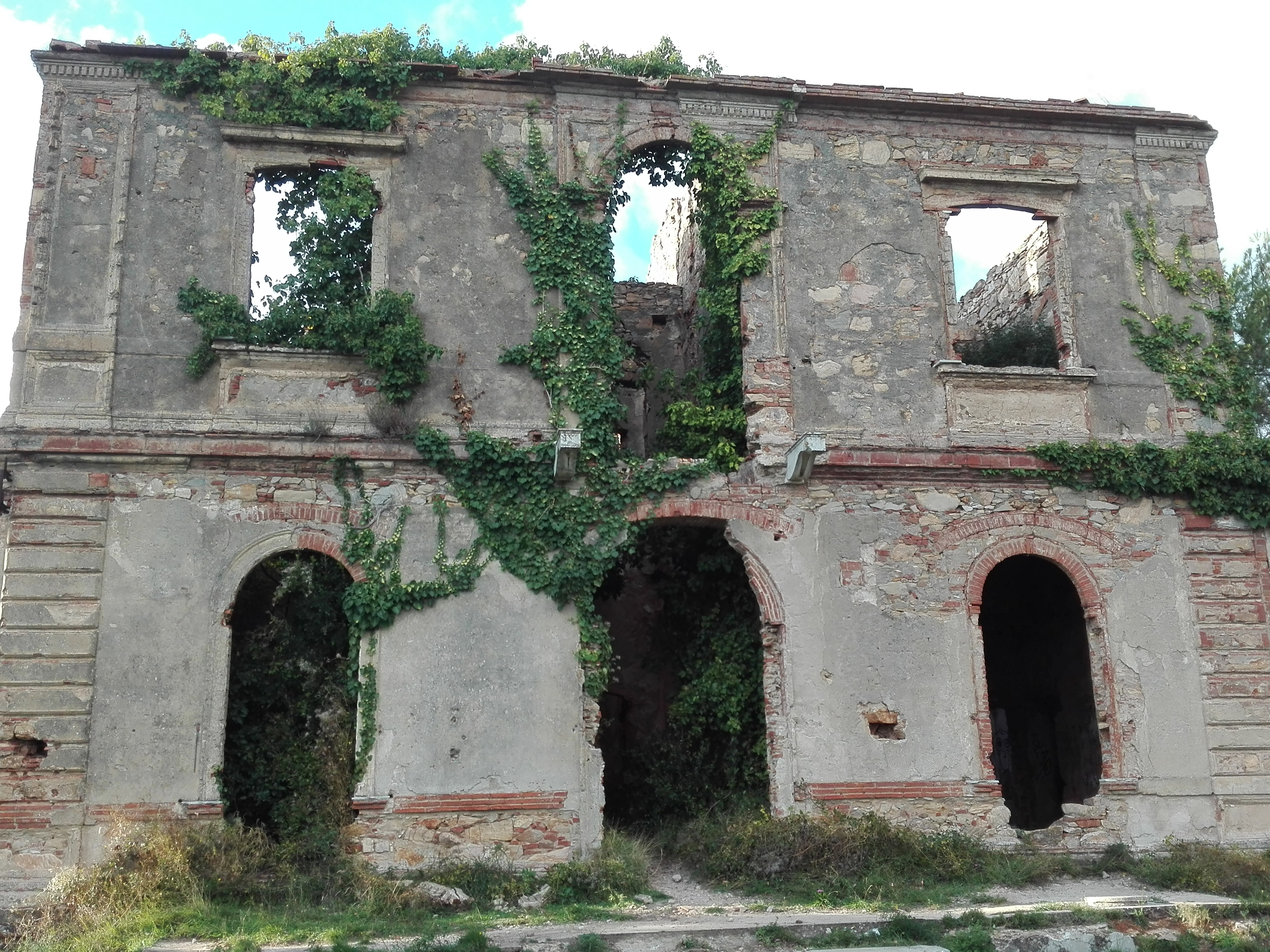
La facciata principale di Villa Belvedere

Nel 1873 De Bosniascki e la compagna Elisabetta decisero di acquistare un vasto appezzamento di terreno selvaggio e roccioso sul Monte Castellare nella zona compresa tra Asciano e Bagni di San Giuliano, consigliatogli da Serafino Antonini, un maestro muratore conosciuto nell'albergo di Viareggio dove la coppia soggiornò.
Durante la realizzazione della villa, i due abitarono in una casa d'angolo fra Largo P.Shelley e via G.B. Niccolini così che De Bosniascki potesse seguire da vicino la realizzazione dell'abitazione, da lui progettata, che il maestro muratore Antonini gli stava costruendo.
Nel 1881 Sigismondo ed Elisabetta si trasferirono nella villa appena terminata insieme alla dama di compagnia e cugina di Elisabetta, Aloisa de Magora Madan. La villa prenderà il nome di Il Belvedere per il panorama che poteva essere ammirato dal Monte Castellare. La villa è conosciuta anche con il nome di Villa Bosniaski.
Nel frattempo, dopo l’avvenuta morte del Conte Tuszoska, marito di Elisabetta, i due amanti si erano sposati: la cerimonia del matrimonio avvenne nell'Ambasciata austro-ungarica di Livorno, trasferita poi a Roma.

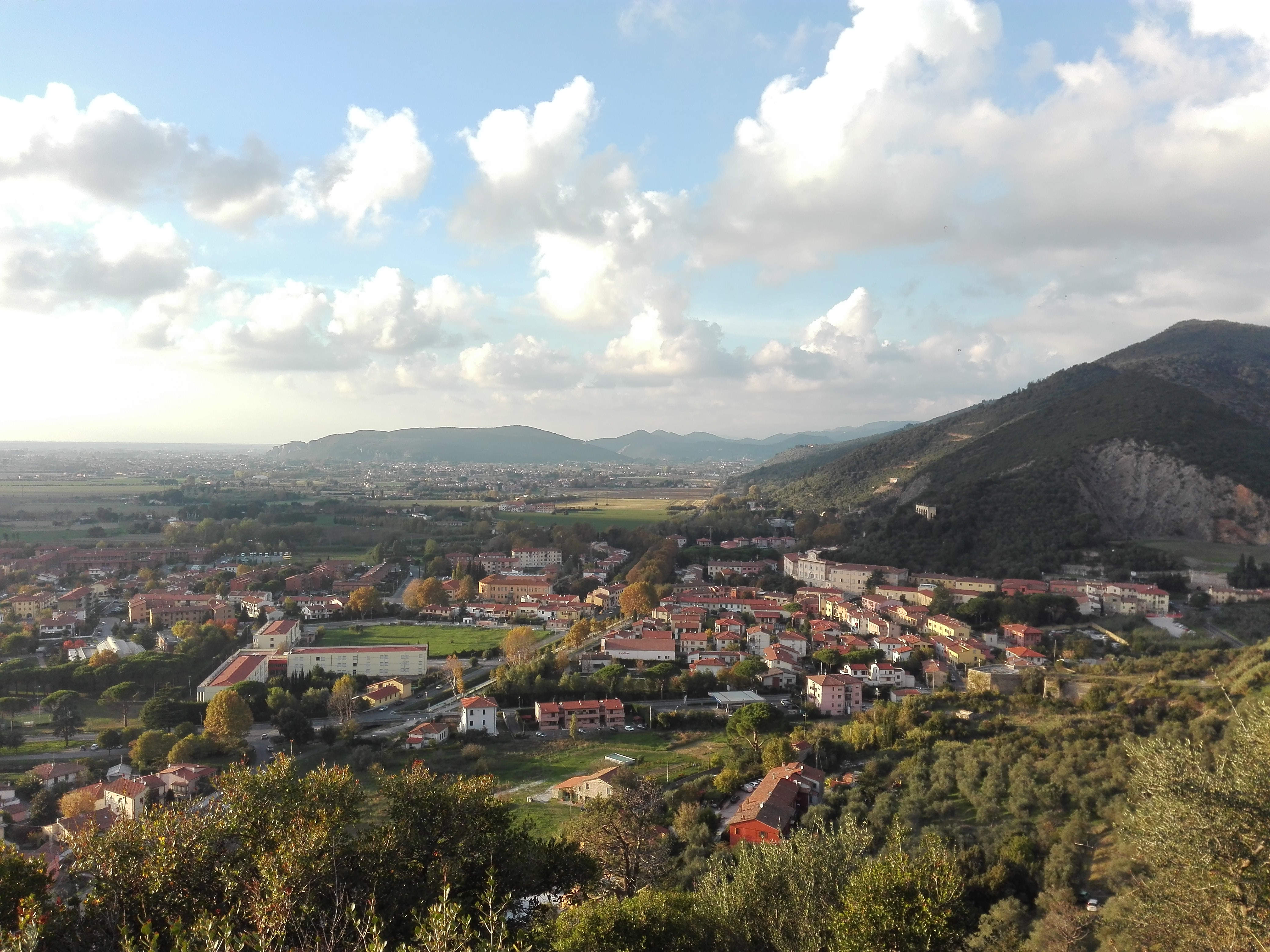
La vista su San Giuliano Terme da Villa Belvedere

### La vita nella villa
De Bosniascki dovette affrontare due problemi che si presentarono alla villa: portare la terra per riempire i terrapieni costruiti con terrazzamenti di pietrame e trovare l’importantissima acqua.
La terra venne portata con carri trainati da cavalli e asini e successivamente i circa cento operai che lavorarono per diversi anni alla villa, portarono la terra a spalle con le gerle, riempiendo così direttamente i terrazzamenti già predisposti.
Il problema dell’acqua fu risolto, invece, con la creazione di una rete di canali in laterizio che convogliavano l’acqua piovana in sette capienti cisterne scavate in parte nella roccia e in parte murate.
I coniugi trascorrevano il loro tempo nella villa indisturbati, ognuno curando le cose che più li attraeva: Elisabetta si occupava di letteratura, prosa e poesia, Sigismondo invece studiava, catalogava e collocava nelle stanze del seminterrato la sua collezione di fossili Carpatici arricchita da altri di provenienza italiana raccolti nel frattempo.
Nel 1888, grazie al grosso capitale ereditato dalla consorte dopo la morte del primo marito, De Bosniascki acquistò una villa a Viareggio che trasformò nel Gran Hotel Regina venduto poi nel 1920.

### La morte di Elisabetta
Nel frattempo la Contessa Elisabetta si ammalò e i coniugi, insieme alla dama di compagnia Aloisa, decisero di trasferirsi nella casa a Bagni di San Giuliano dove avevano già alloggiato negli anni 1875/1880.
Il 22 giugno 1904 Elisabetta morì e fu seppellita nella cappella gentilizia, fatta costruire un po’ di tempo prima, nel Cimitero Suburbano di Pisa, dove successivamente troveranno posto anche le tombe di Sigismondo e Aloisa. Elisabetta lasciò tutta la sua eredità al marito Sigismondo.

### La vendita della villa
Nel 1914, De Bosniascki, essendo ormai anziano, malinconico e solo, vendette al Signor Federigo Bruguier la villa e l’azienda comprendente un vasto corpo di terreni in parte montuosi in parte olivati, frutteti, vigne e altri fabbricati per uso colonico e agricolo, tinaio, coppaio e frantoio, per una somma totale di lire 70.000, che elargì a favore della causa Polacca.
Bruguier affittò a De Bosniaski ed Aloisa la villa fino al 1916. Alla morte dell’ultimo dei due, la tenuta sarebbe ritornata in pieno possesso del Bruguier.

### La morte di Aloisa
Nel 1920, Aloisa de Magora Madan, abbandonò la villa e andò a coabitare ad Asciano, presso la famiglia Antonini, dove rimase per nove anni fino alla morte avvenuta nel febbraio 1929.

### La morte di Sigismondo
Il 23 luglio 1921 alle ore 13.30, il Dottor Sigismondo de Bosniascki, all’età di 84 anni, passò a miglior vita, lasciando tutta la sua eredità a Serafino Antonini.

### Dopo la morte di De Bosniascki
Il 25 luglio 1932, il professore Giuseppe Stefanini sottopose al Magnifico Rettore dell'Università di Pisa la proposta di acquisto della ricca raccolta dei reperti archeologici esistenti nella villa, ereditati dai fratelli Antonini i quali erano disposti a cederli all'Università.
Il Rettore accolse la proposta e fu subito acquistata la raccolta che attualmente si trova esposta nel Museo di Storia Naturale della Certosa di Calci.